# David och Lisa
David och Lisa (originaltitel: David and Lisa) är en amerikansk dramafilm från 1962 i regi av Frank Perry. Manuset är skrivet av Franks fru Eleanor Perry och är baserat på en novell ur samlingen Jordi, Lisa and David, författad av Theodore Isaac Rubin.

## Medverkande i urval
- Keir Dullea – David Clemens
- Janet Margolin – Lisa Brandt
- Howard Da Silva – Dr. Alan Swinford
- Neva Patterson – Mrs. Clemens
- Richard McMurray – Stewart Clemens
- Clifton James – John
- Nancy Nutter – Maureen
- Matthew Anden – Simon
- Jamie Sánchez – Carlos
- Coni Hudak – Kate
- Karen Gorney – Josette
- Janet Lee Parker – Sandra